# Década de 300 a.C.

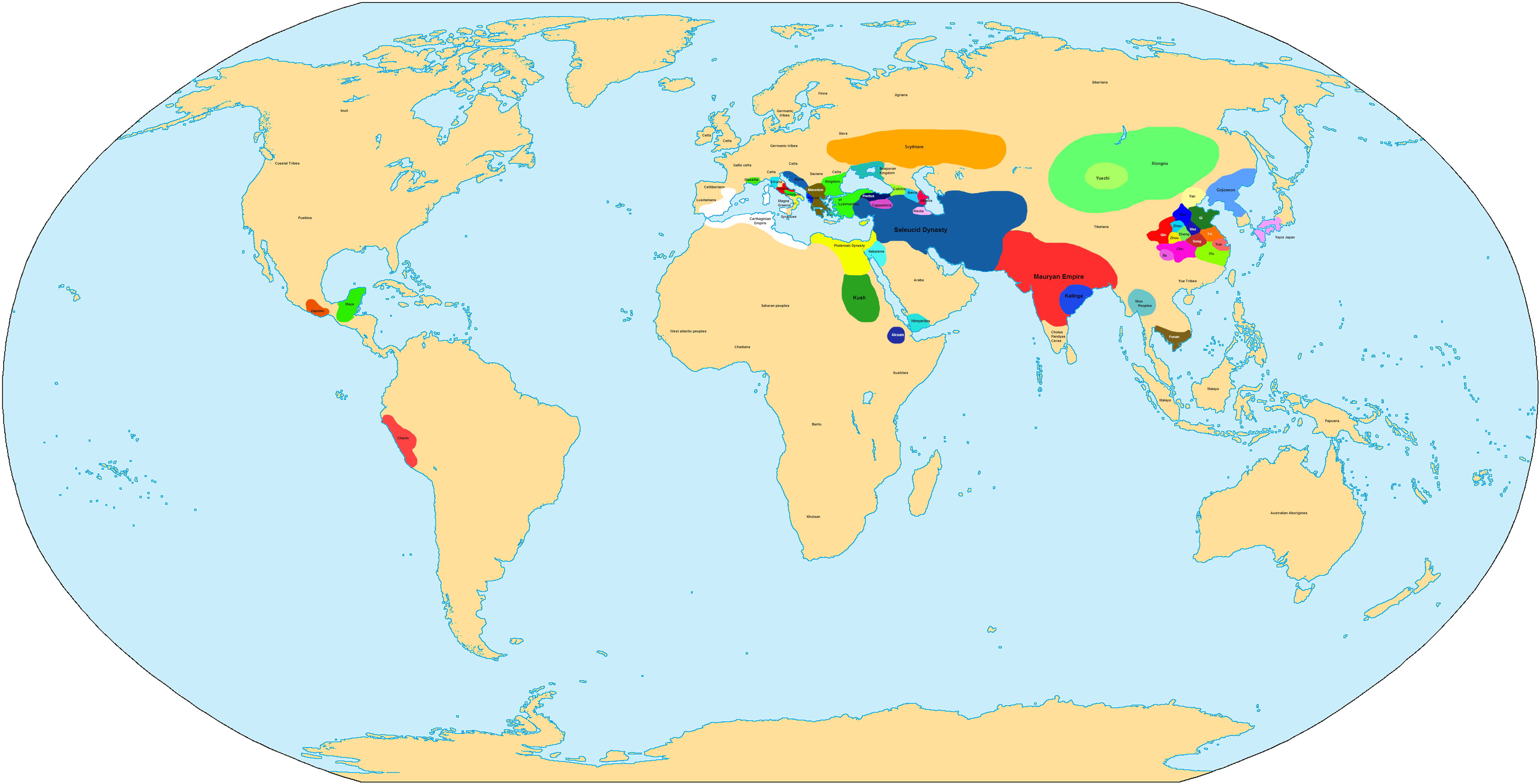
Mundo em 300 a.c

Séculos: (Século V a.C. - Século IV a.C. - Século III a.C.)
Décadas: 350 a.C. 340 a.C. 330 a.C. 320 a.C. 310 a.C. - 300 a.C. - 290 a.C. 280 a.C. 270 a.C. 260 a.C. 250 a.C.
Anos: 309 a.C. - 308 a.C. - 307 a.C. - 306 a.C. - 305 a.C. - 304 a.C. - 303 a.C. - 302 a.C. - 301 a.C. - 300 a.C.
- Civilização maia no Iucatão e para sul deste, na América Central.